# Gnetum giganteum
Gnetum giganteum — вид голонасінних рослин класу гнетоподібних.

## Біоморфологічна характеристика
Це дерев'яниста лоза до 15 м завдовжки. Листя: ніжки листків стрункі, 1–1.2 см; листові пластини довгасто-еліптичні або довгасті, 9–11 × 5–6 см, основа закруглена, вершина від заокругленої до шпилястої. Чоловічі суцвіття термінальні на молодих стеблах, прості або одноразово розгалужені. Жіночі суцвіття прості або одноразово розгалужені. Насіння сидяче, широко еліпсоїдне, 3–3.2 × 1.8–2.2 см, основа та вершина округлі. Період запилення: квітень — червень; дозрівання насіння: вересень — жовтень.

## Поширення, екологія
Є повідомлення про зростання в провінції Гуансі у Китаї. Точний розподіл є невизначеним. Це лісовий вид, але ніякої додаткової інформації не відомо.

## Загрози та охорона
Основною загрозою для виду є, ймовірно, втрата середовища існування, в основному, викликаною вирубкою, розширенням сільськогосподарського виробництва і підсічно-вогневим землеробством. Невідомо, чи зустрічається на охоронюваних територіях чи ні.